# Lotusland

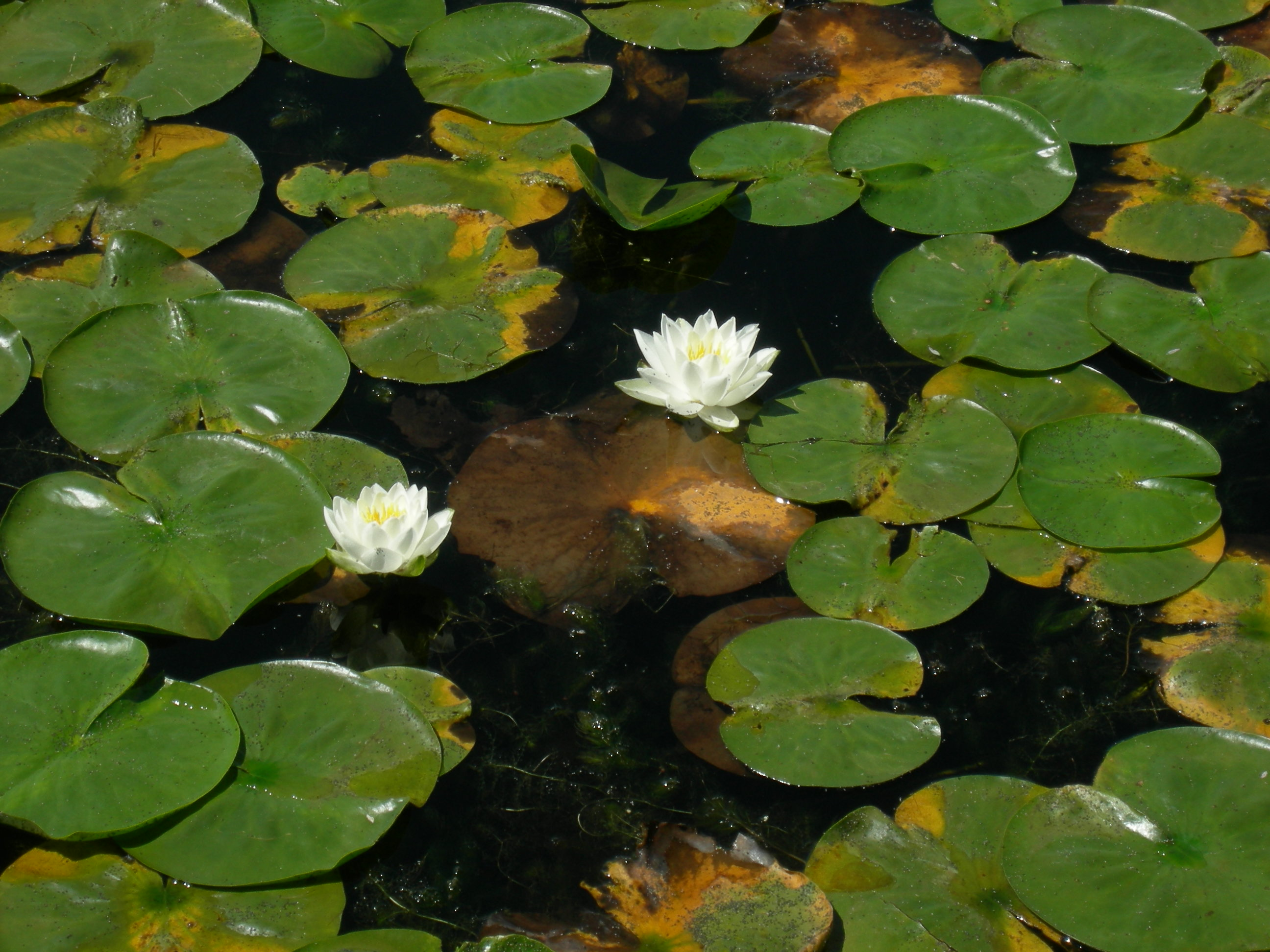
Lilie wodne

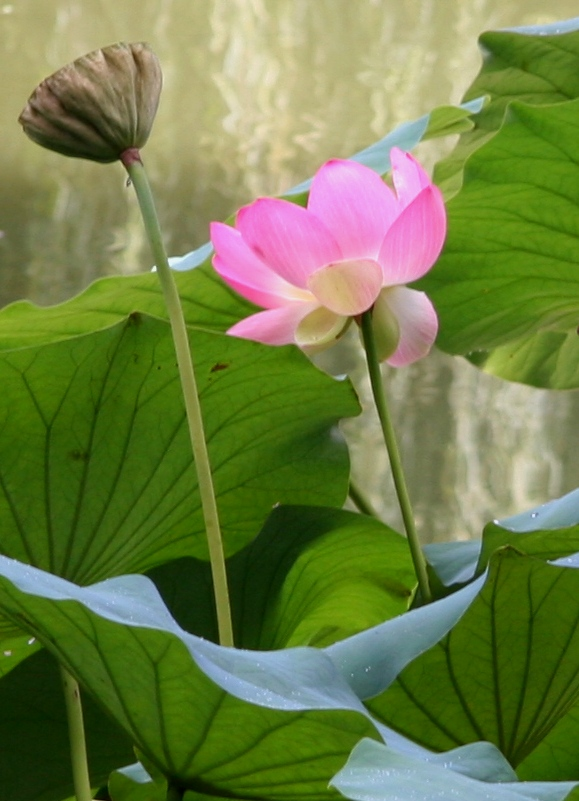
Kwiat lotosu w Ogrodzie Japońskim

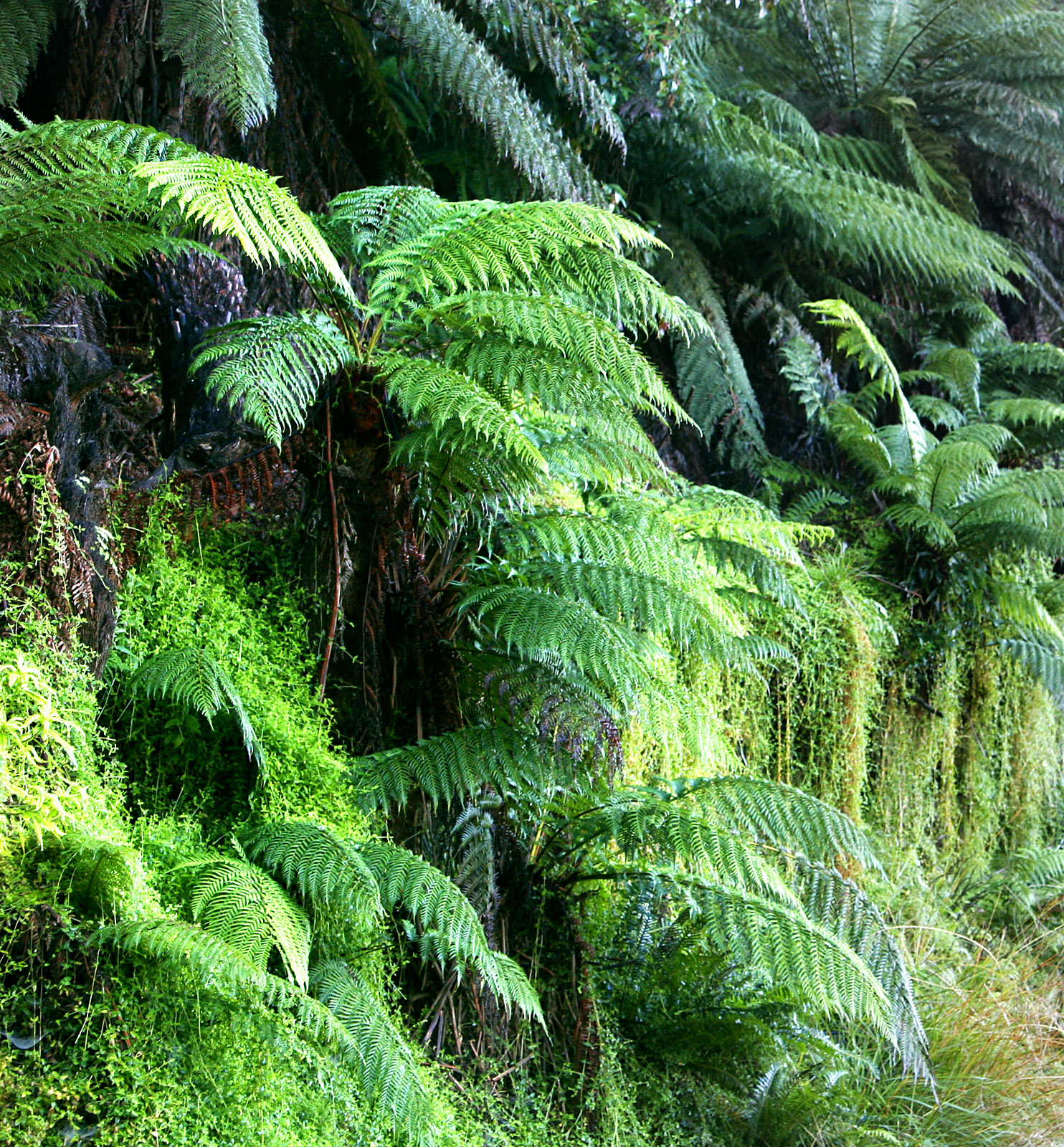
Paprocie

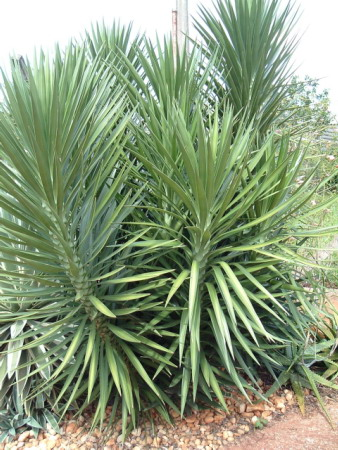
Juka

Lotusland, 15-hektarowa posiadłość, znana również jako Ganna Walska Lotusland, to utrzymywany przez organizację niedochodową ogród botaniczny w Montecito na przedmieściach Santa Barbara w Kalifornii w USA. Zwiedzanie zajmuje od 1½ do 2 godzin (w okresie od połowy lutego do połowy listopada), ale konieczne jest wcześniejsze zgłoszenie.
Ogród został założony przez śpiewaczkę operową polskiego pochodzenia Gannę Walską (1887?-1984, z domu Puacz), która była właścicielką rezydencji i otaczającego ją parku od roku 1941 do śmierci w roku 1984. Park składa się z wielu niezależnych, lecz powiązanych ze sobą, ogrodów i jest sławny ze swej kolekcji sagowców.

## Opis ogrodów

### Ogród błękitny
Składa się z roślin o srebrnym lub błękitnym zabarwieniu okrycia, w tym cedr libański (Cedrus libani odm. 'Atlantica' i 'Glauca'), chilijska palma winna (Jubaea chilensis), kostrzewa owcza (Festuca ovina odm. 'Glauca'), Senecio mandraliscae,  eryteję uzbrojoną (Brahea armata), agatis nowozelandzki (Agathis australis), araukaria Bidwilla (Araukaria bidwillii), Araucaria cunninghamii i dwa drzewa cynamonowca kamforowego (Cinnamomum camphora).

### Ogród bromeliowatych
Bromeliowate stanowią poszycie ogrodu pomiędzy dębami Quercus agrifolia. Inne warte odnotowania rośliny to karłowata palma daktylowa (Phoenix dactylifera), (Phoenix roebelinii), palma Trithrinax brasiliensis oraz okazała bokarnea odgięta (Beaucarnea recurvata).

### Ogród motyli
To zbiór kwitnących roślin, które przyciągają motyle i inne owady.

### Ogród kaktusów
Kolekcja kolumnowych kaktusów zapoczątkowana w roku 1929 przez Merritt Dunlap. Ponad 500 roślin reprezentujących około 300 różnych gatunków kaktusów rozmieszczonych w geograficznie podzielonych grupach. Są tu takie gatunki jak opuncja z wysp Galapagos, Armatocereus z Peru pełny zestaw rodzaju Weberbauerocereus. Są wśród nich Fouquieria columnaris, bromeliowate i kilka gatunków agaw.

### Ogród kaktusów i wilczomleczów
Kolekcja kaktusów, w tym złote kaktusy beczkowate (Echinocactus grusonii) i drzewiaste wilczomlecze.

### Ogród sagowców
Przypuszczalnie największy zbiór sagowców w Stanach Zjednoczonych; Lotusland posiada ponad 400 dojrzałych roślin z dziesięciu (na jedenaście) rodzajów i połowy znanych gatunków.

### Ogród paproci
Występuje tu wiele rodzajów paproci, jak australijska paproć drzewiasta (Sphaeropteris cooperi) i wielka paproć tropikalna (Platycerium). Inne lubiące cień rośliny, jak brugmansja (Brugmansia), Cantedeskia, hybrydowe kliwie, kolekcja hawajskich Pritchardia i palma arekowa są tu również obecne.

### Ogród japoński
Małą świątynię shintō otaczają szydlice japońskie (Cryptomeria japonica), czerwonokrzewy, sekwoja wieczniezielona (Sequoia sempervirens), wisterie, klony palmowe (Acer palmatum), kamelie, azalie i kilka gatunków sosen przycinanych w stylu Niwaki.

### Sad
- Sad cytrusowy, a w nim pomarańcze, cytryny, limonki, kumkwaty, grejpfruty i guawy.
- Sad drzew owocowych, a wśród nich brzoskwinie, śliwy, jabłonie, grusze, figowiec pospolity i oliwka europejska, wszystkie posadzone w końcu XIX wieku.

### Ogród sukulentów
Wiele odmian sukulentów, a w tym Pachypodium lamerei, Aeonium, Fouquieria, Kalanchoe, Echeveria, Haworsja, Yucca i Sansevieria.

### Ogród strzyżony
Znajduje się tu strzyżony zegar 8-metrowej średnicy, otoczony przez Senecio mandraliscae, bukszpanowy żywopłot maze oraz "zoo" złożone z 26 roślinnych "zwierząt", w tym wielbłąd, goryl, żyrafa i foka. Pozostałe części ogrodu uformowane i przystrzyżone zostały w formach geometrycznych.

### Ogród tropikalny
Znajdują się tu kaktusowate Epifyllum, imbir, Alpinia, Hedychium oraz "bananowce ozdobne" (Ensete) i jadalne (Musa).

### Ogród wodny
Kilka gatunków lotosa orzechodajnego i grzybieniowate (grzybienie (Nymphaea), rozłożnia (Euryale), grążel (Nuphar), wiktorii królewskiej a także ogród bagienny z taro (Colocasia esculenta), ornamentalną trzciną cukrową (Saccharum officinarum) i ciborą papirusową.